# Lucas Cepeda
Lucas Antonio Cepeda Barturen (ur. 31 października 2002 w Viña del Mar) – chilijski piłkarz występujący na pozycji skrzydłowego, reprezentant Chile, od 2024 roku zawodnik Colo-Colo.